# Tapperheten (1785)
Tapperheten var ett svenskt linjeskepp, byggt efter Fredrik Henrik af Chapmans ritningar på Karlskronas örlogsvarv 1785 och sjösatt den 21 oktober samma år.

## Byggnation
Byggd som nummer 10 i serien om tio linjeskepp efter prototypen Wasa framtagen av af Chapman på Karlskronas örlogsvarv 1785. Hon var en tvådäckare och förde en bestyckning om 64 kanoner. Besättningen uppgick till ca 567 man.
Tapperheten var 167 fot (ca 49,4 meter) långt, och 45,9 fot (ca 13,5 meter) bred.

## Tjänstehistoria
Tapperheten var bestyckat med 64 kanoner och deltog vid ett flertal strider under Gustav III:s ryska krig, däribland;
- Sjöslaget vid Ölands södra udde
- Sjöslaget vid Reval
- Viborgska gatloppet

En särskild händelse var att Tapperheten gick på grund den 21 maj 1790, och fick kasta sina kanoner på undre batteridäck överbord för att bli flott igen. Skeppet fick nya kanoner, genom att övriga örlogsfartyg gav upp en eller två kanoner till henne.
Tapperheten deltog även i sjöslag under Finska kriget 1808–1809, bland annat blockerade hon hamnen i Slite från den 12 maj 1808 under Ryska ockupationen av Gotland. Därefter blev hon ett så kallat blockskepp i Karlskrona 1809.
1825 hade regeringen beslutat att sälja fartyget till republiken Colombia genom en bulvan, handelshuset Michaelson & Benedicks. Försäljningen kunde dock inte slutföras då stormakterna lade sig i, vilket kallas Skeppshandelsfrågan. Hon såldes slutligen på oförmånliga villkor i New York 1826 för täckande av gäld för 171 000 riksdaler hamburger banko, och där upphugget.

## Fartygschefer
- 1789-1790 - Carl Magnus Wagenfelt[3][6]
- 1825-1826 - Carl August Gyllengranat

## Bilder

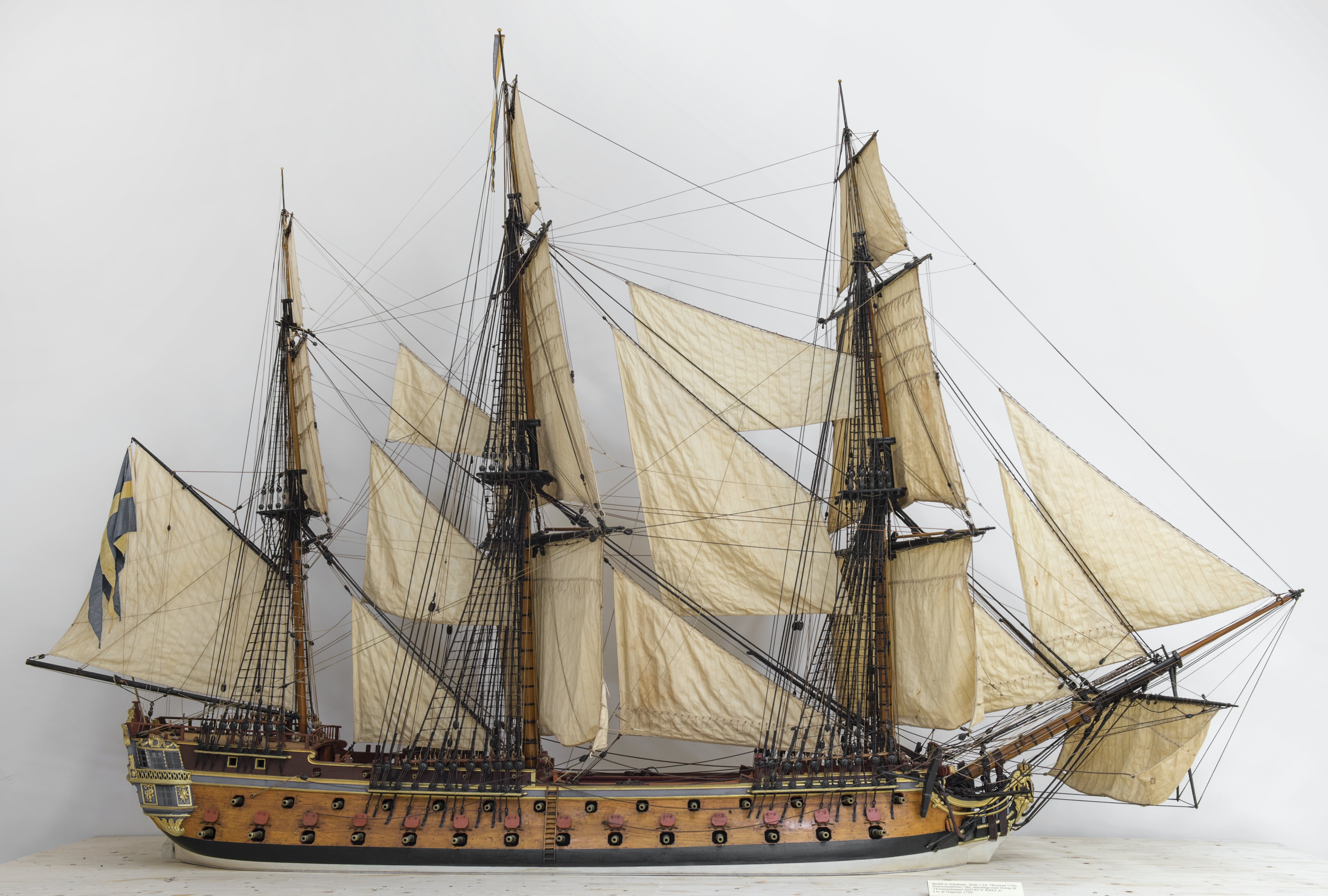
Modell av linjeskeppet Försiktigheten, systerfartyg till Tapperheten, som visar hur skeppet såg ut då det byggdes.